# 南種子町 (小惑星)
南種子町(みなみたねまち、16680 Minamitanemachi)は、小惑星帯に位置する小惑星の1つである。北海道北見市で円舘金と渡辺和郎によって発見された。

## 名称
名前は鹿児島県種子島にある南種子町にちなむ。種子島宇宙センターの所在地である。2017年1月12日付の小惑星回報（MPC）103024で命名が公表された。
なお、町名の正式名称は「みなみたねちょう」だが小惑星では「みなみたねまち」となっている。種子島にちなむ名を持つ小惑星にはほかに(8866) 種子島がある。